# Péridot

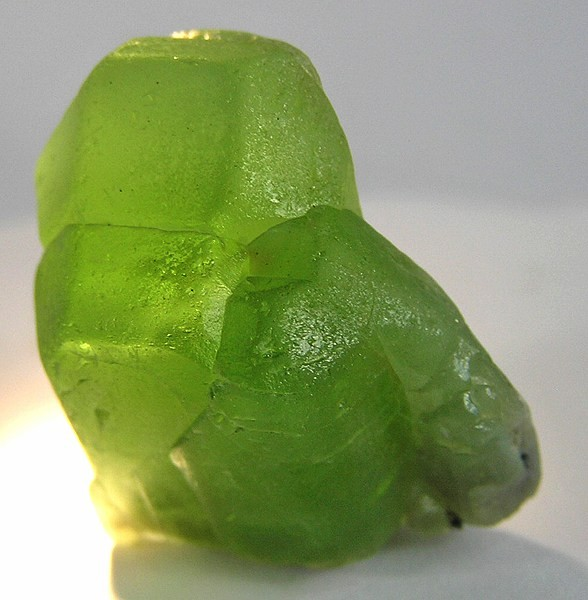
Péridot brut.

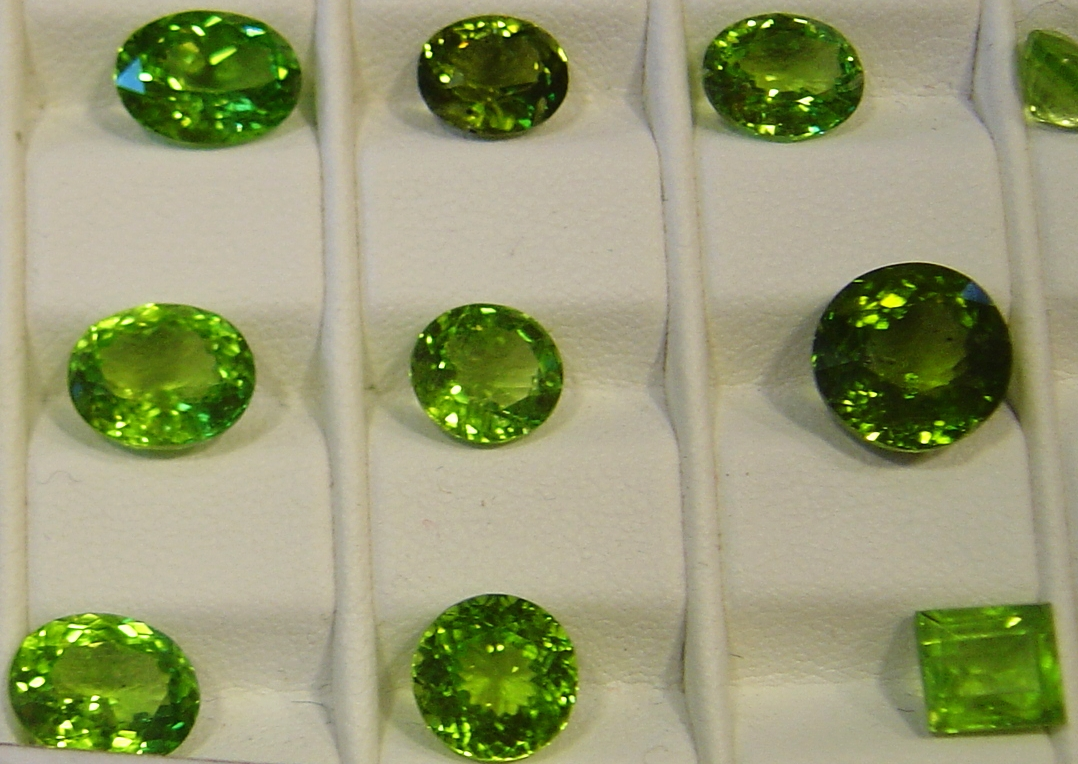
Péridots taillés.

Le péridot est la variété gemme de la forstérite (Mg2SiO4), l'un des deux pôles, avec la fayalite (Fe2SiO4), de la série continue de l'olivine (Mg2+ → Fe2+).

## Histoire
Les cristaux de péridot ont probablement été exploités dès le Ier millénaire av. J.-C. dans la petite île de Zabargad, située en mer Rouge près de la péninsule de Ras Banas en Égypte. Le gisement de péridots de Zabargad est le plus célèbre et le plus important historiquement, mais il est aujourd'hui abandonné.

## Étymologie
Deux origines ont été proposées pour ce vocable : le mot arabe faridat (« pierre précieuse, perle »), ou, par métathèse, le mot latin paederos, dérivé du grec Παιδέρως, composé de παιδός (« jeune garçon ») et έρως (« amour »). D’après Pline l’Ancien, le paedéros « se trouve… à la tête des pierres blanches… et il est devenu, par privilège, synonyme de beauté… et mérite spécialement un si beau nom ; car il réunit la transparence du cristal, le vert particulier de l'air… Nulle pierre n'a une plus belle eau ; nulle ne captive plus agréablement et plus doucement les yeux ».

## Synonyme
- Chrysolite des volcans[4]

## Joaillerie
Le péridot est la pierre de naissance du mois d'août, et la pierre d'anniversaire de la 16e année,.

## Gisements

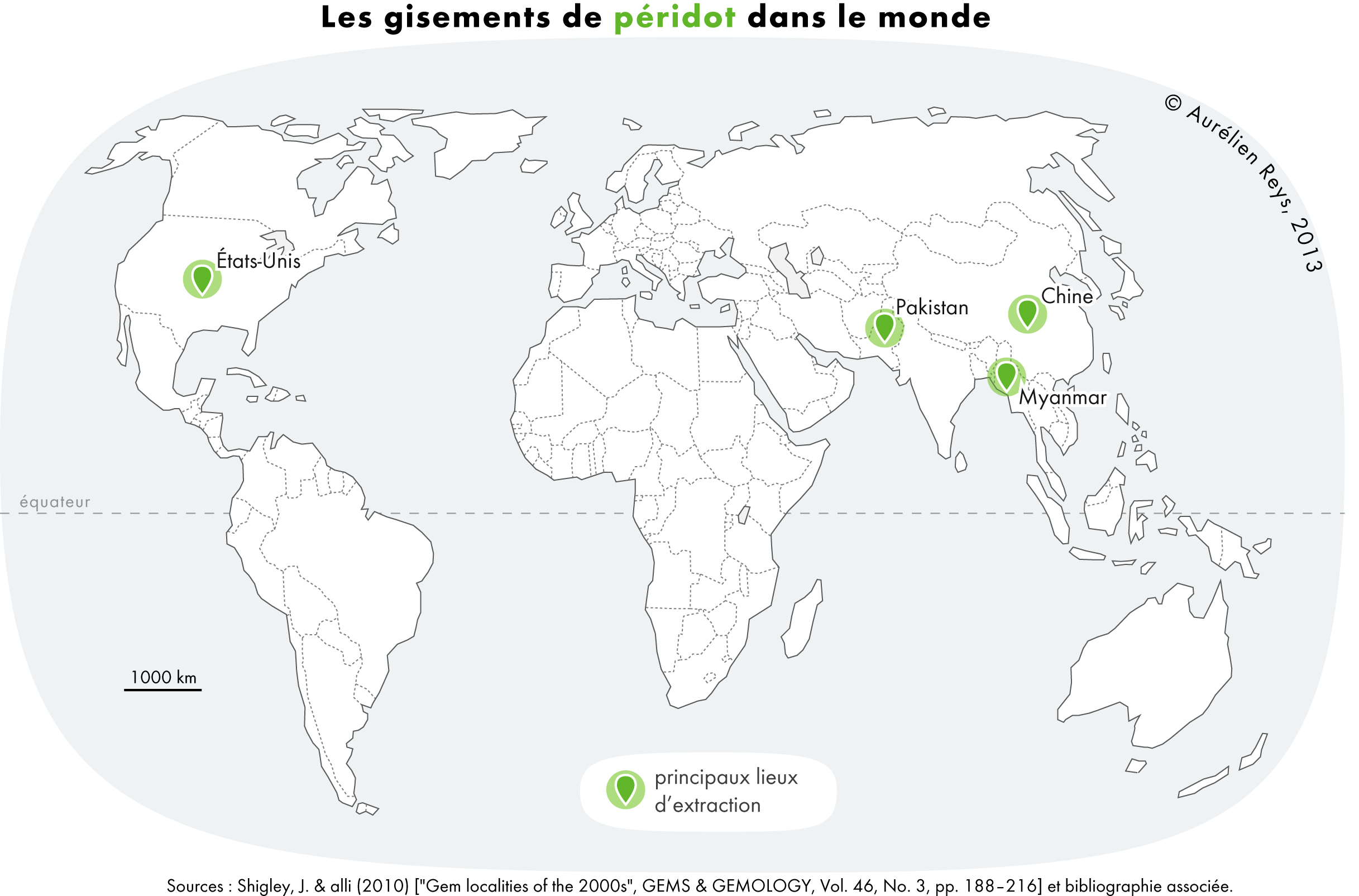
Carte des principaux pays producteurs de péridots dans le monde.

La réserve indienne de San Carlos, près de la rivière Gila en Arizona (États-Unis), est actuellement le principal producteur de péridots. On extrait aussi des péridots aux États-Unis (Arkansas, Hawaï, Nevada et Nouveau-Mexique), en Afrique du Sud, en Arabie saoudite, en Australie, en Birmanie, au Brésil, en Chine, en Égypte, au Kenya, au Mexique, en Norvège, au Pakistan, au Sri Lanka et en Tanzanie.